# IRobot
iRobot — американская компания, специализирующаяся на разработке, производстве и продаже робототехники: роботы-саперы, роботы-разведчики, робот-пылесос Roomba, моющий робот-пылесос Scooba. Штаб-квартира компании в Бедфорде, Массачусетс. iRobot является публичной компанией, акции которой торгуются на рынке NASDAQ.

## История
Компания iRobot основана в 1990 году Родни Бруксом, Колином Энглом (англ. Colin Angle) и Хелен Грейнер (англ. Helen Greiner) из Лаборатории искусственного интеллекта Массачусетского технологического института.
Миссия компании была сформулирована следующим образом: «Создать выдающийся продукт, повеселиться, заработать денег и изменить мир». Первым был разработан робот Grendel. Данные, собранные в результате испытаний робота, проведённых на небольшом космическом корабле на авиабазе «Эдвардс», купило NASA, а iRobot получила необходимое финансирование.
В 1998 году компания заключила контракт с агентством DARPA на разработку серии роботов военного назначения PackBot.
В сентябре 2002 года iRobot представила свой флагманский продукт — робот-пылесос Roomba.
С ноября 2005 года компания представлена на рынке NASDAQ.
В сентябре 2008 года компания iRobot объявила, что более 2000 роботов модели PackBot стоят на вооружении.
В сентябре 2008 года iRobot приобрела компанию Nekton Corporation (Северная Калифорния); сумма сделки составила 10 млн долларов.
В сентябре 2012 года iRobot поглотила компанию en:Evolution Robotics; сумма сделки составляет около 74 млн долларов.
В феврале 2016 года компания объявила, что продаст своё подразделение по разработке военных роботов, чтобы сфокусироваться на потребительском секторе.
В августе 2022 года Amazon объявила о намерении купить iRobot, оценив компанию в $1,7 млрд. На этом сообщении акции производителя роботов взлетели на 20%. Однако оставались опасения, что сделка не будет одобрена анимонопольными регуляторами. Через полтора года, в конце января 2024-го, стало известно о расторжении сделки из-за противодействия Евросоюза. После этого акции iRobot упали на 19,6%. Президент компании Колин Энгл ушёл в отставку, а менеджмент объявил о сокращении 31% сотрудников и снижении финансирования на исследования.

## Бытовые роботы

### Производящиеся

#### Verro

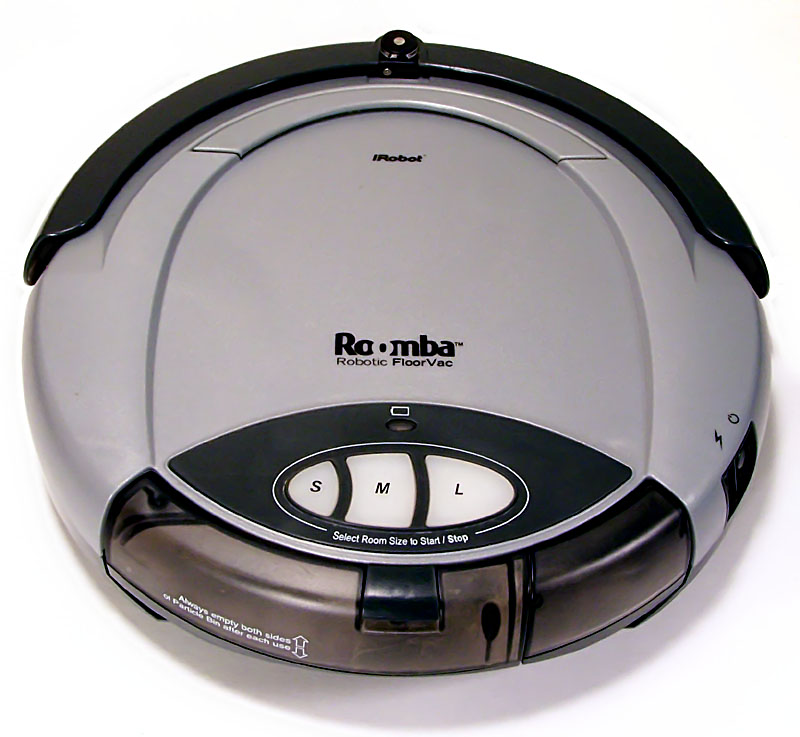
Первое поколение Roomba

Компанией iRobot разработан робот Verro, предназначенный для уборки бассейнов. Релиз продукта состоялся в апреле 2007 г. По заявлениям компании робот способен самостоятельно удалять из воды листья, волосы, песок, водоросли и бактерии. Вода, забираемая роботом, проходит через фильтр-мешок, который, по заявлениям компании, улавливает грязь и мусор размером до двух микрон. Робот работает автономно.

#### Scooba
Компанией iRobot разработан робот Scooba, предназначенный для автоматизации влажной уборки дома. Первая ограниченная партия изделий поступила в продажу в конце 2005 г. Ранние модели использовали для очистки пола специальную жидкость или белый уксус. Более новые модели используют для очистки пола обычную воду.
По заявлениям компании робот справляется с мытьём кафельной плитки, линолеума, деревянного пола. Заявленное время автономной работы от одного заряда батареи от 45 до 90 минут.

#### Roomba

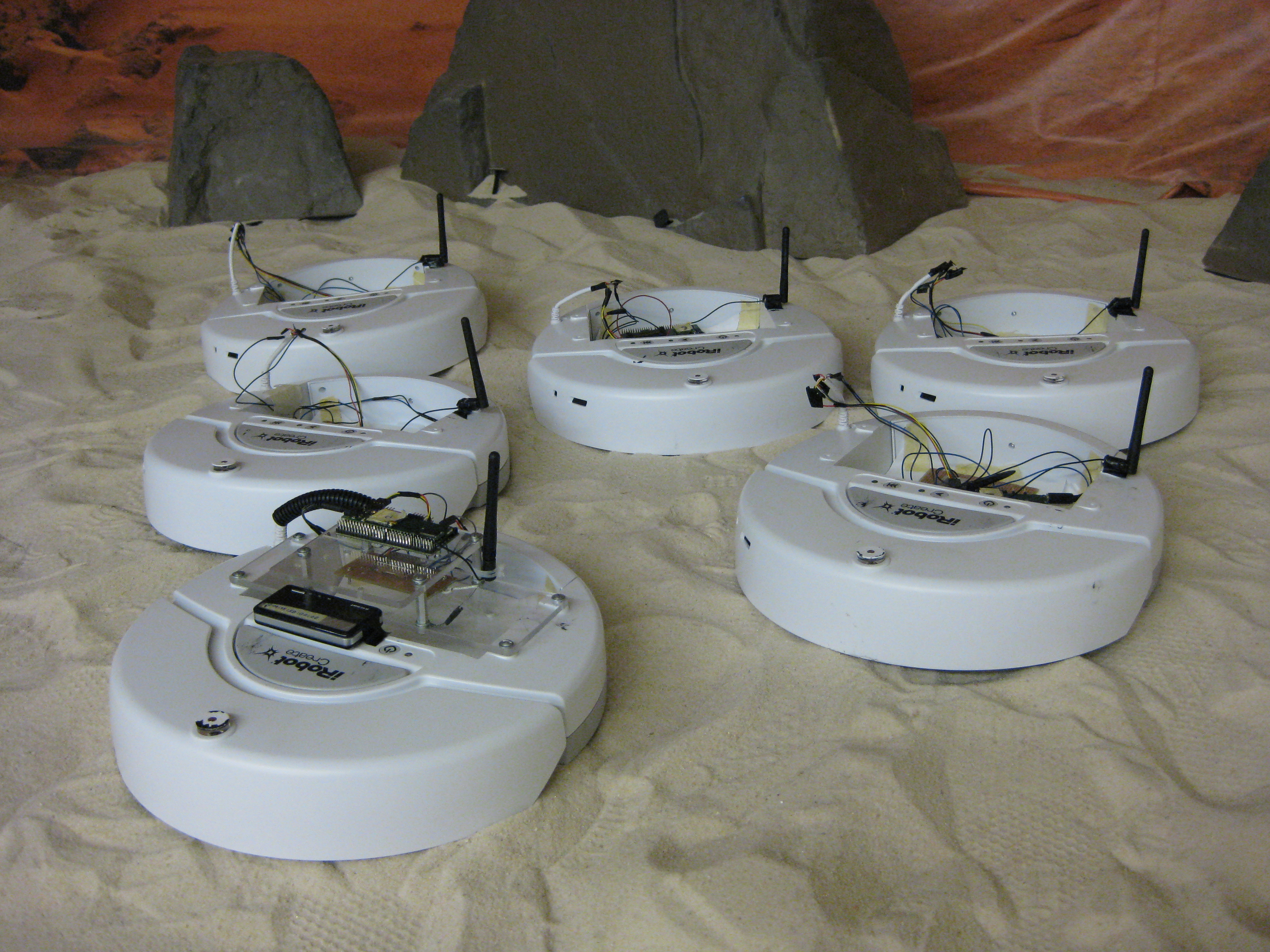
Группа роботов Create в Технологическом институте Джорджии. Каждый робот оборудован компьютером Gumstix и модулем Bluetooth GPS.

Roomba — робот-пылесос, разработанный и продаваемый компанией iRobot. Он представляет собой роботизированное устройство для уборки квартиры. Roomba был впервые представлен в 2002 году, а обновления и новые модификации выпускались в 2003, 2004, 2005, 2006, 2007 и в конце 2009. Устройство представляет собой диск тринадцати дюймов (34 см) в диаметре и менее 4 дюймов (9 см) в высоту. Заявленные характеристики робота Roomba:
1. Дифференциальная очистка — более загрязнённые участки чистятся дольше;
2. Автоматическое перемещение;
3. Возможность чистки под и вокруг мебели, вдоль края стен;
4. Возможность самостоятельного переключения с уборки ковров на полы и обратно;
5. Автоматическое избегание лестниц и других опасных для робота зон.

#### Create
Create — робот разработанный компанией iRobot на базе платформы робота-пылесоса Roomba. Представлен в 2007 году. Create предназначен для разработчиков роботов, позволяет программировать поведение робота. В отличие от Roomba, который так же (в моделях изготовленных после октября 2005) имел средства программирования поведения, Create разработан специально для данных задач и имеет более широкие возможности.

#### Looj
Компанией разработано устройство Looj, предназначенное для очистки водосточных желобов. Устройство, в отличие от многих других продуктов iRobot не является автономным, и управляется с помощью пульта. На одной зарядке, которая занимает 15 часов, устройство может работать от 30 до 45 минут, в зависимости от интенсивности использования. Устройство является водонепроницаемым и, после окончания уборки, может быть промыто проточной водой.

#### ConnectR
Компанией разработано устройство телеприсутствия ConnectR. Устройство позволяет взаимодействовать с другими людьми, а также домашними питомцами, обеспечивает возможность видеть и слышать.

#### AVA
AVA — робот, предназначенный для демонстраций определённых товаров или услуг. Название «AVA» представляет собой сокращение от слова Avatar. Робот является трёхколёсным. Для демонстрации используется бортовой планшетный компьютер, на котором демонстрируются видеоматериалы. Робот способен перемещаться автономно, используя информацию со встроенных датчиков: видеокамеры, лазерных дальномеров, ультразвуковых датчиков и датчиков удара.

#### Windoro
Windoro — робот, предназначенный для автоматизированной мойки окон. Для очистки окна робот использует четыре вращающихся диска, покрытых микрофиброй. Робот снабжён акселерометрами и датчиками расстояния, предназначенными для предотвращения жесткого контакта с окном.

### Снятые с производства

#### Dirt Dog

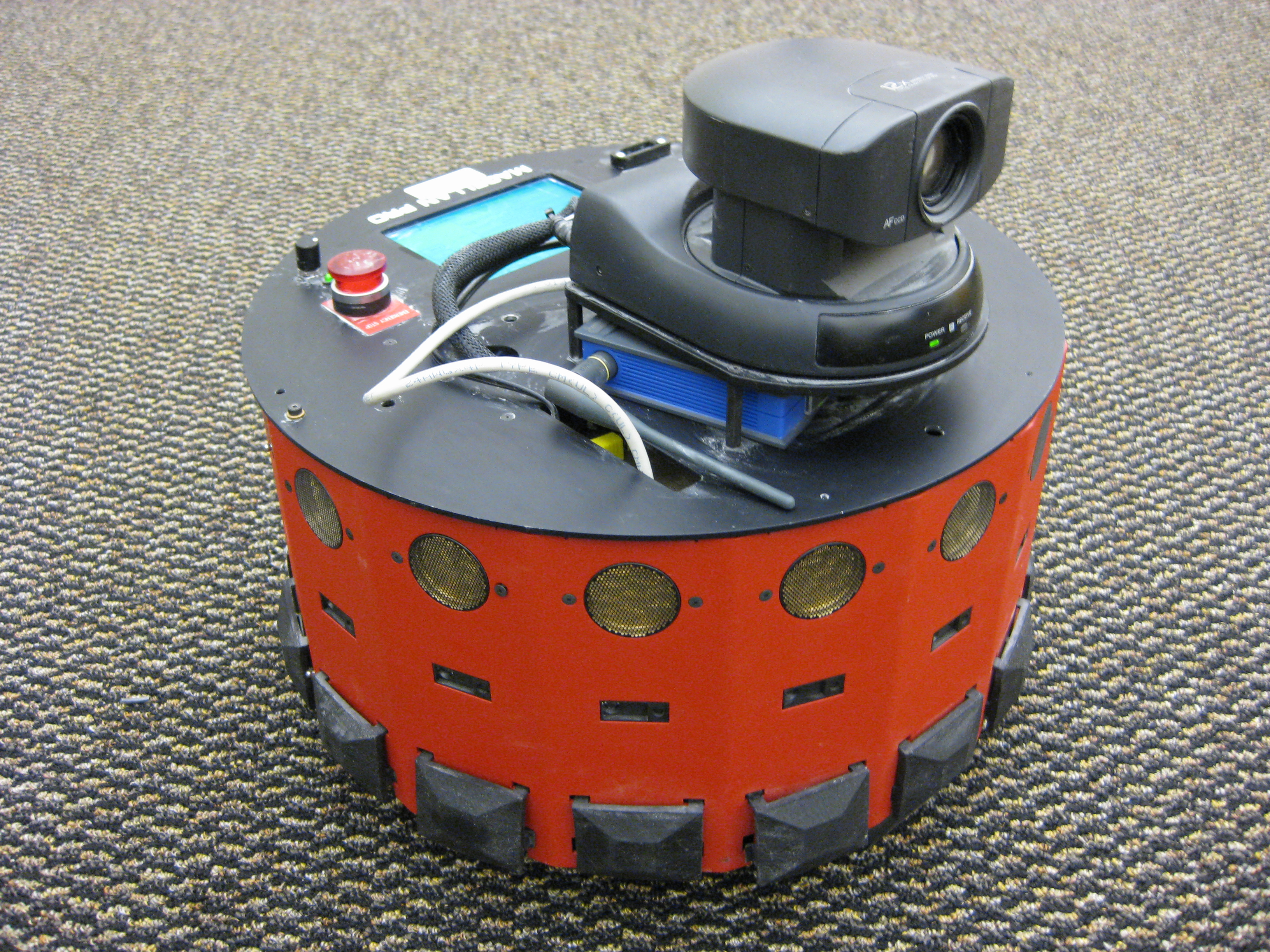
Робот Magellan Pro в Технологическом институте Джорджии.

Компанией разработан робот Dirt Dog, предназначенный для уборки в производственных и торговых помещениях. Релиз продукта состоялся в 2006 г. Робот выполнен на платформе робота-пылесоса Roomba. Робот способен убирать грубый мусор, такой как опилки и мелкие крепёжные изделия, рассыпанные по полу. Робот предназначен для уборки твёрдых поверхностей.

#### My Real Baby
My Real Baby — робот-кукла, выпущенный iRobot в 2000 г. Робот разработан совместно с компанией производителем игрушек Hasbro. Производился в течение не очень длительного времени. Робот обладает способностью имитировать человеческую мимику; используется технология, разработанная iRobot для робота «IT».

## Роботы военного и охранного назначения

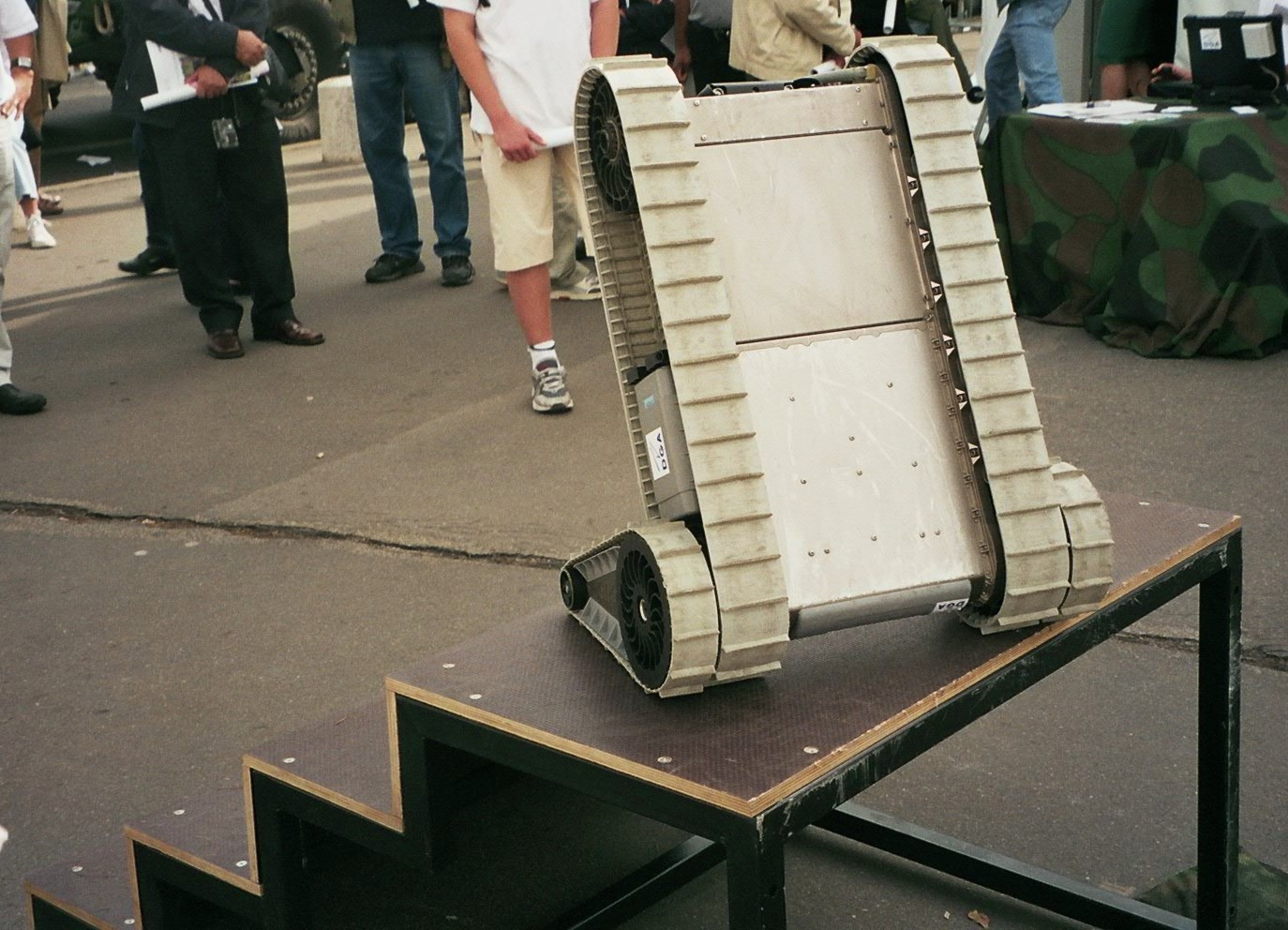
Робот PackBot

Компания производит ряд роботов военного назначения, некоторые из которых (например, PackBot) уже применялись в ходе боевых действий. Производимые iRobot устройства могут применяться для получения информации в условиях боевых действий, эвакуации раненых, тушения пожаров и других целей. Так же компания производит роботов под названием Negotiator, применяемых в охранных системах, системах обеспечения общественного порядка. Ряд роботов военного назначения разработаны компанией по заказу агентства DARPA.

### SUGV
SUGV разработан компанией iRobot, в рамках программы «Боевые системы будущего» (FCS). Первые экземпляры построены в 2008 году. Гусеничный робот SUGV Early весит около 13,5 кг. Робот оснащен видеокамерой, визуальная информация сразу же передается в центр управления. SUGV может управляться как с помощью стандартной системы дистанционного управления, так и с помощью геймпада игровой приставки Xbox 360 (производства компании Microsoft).

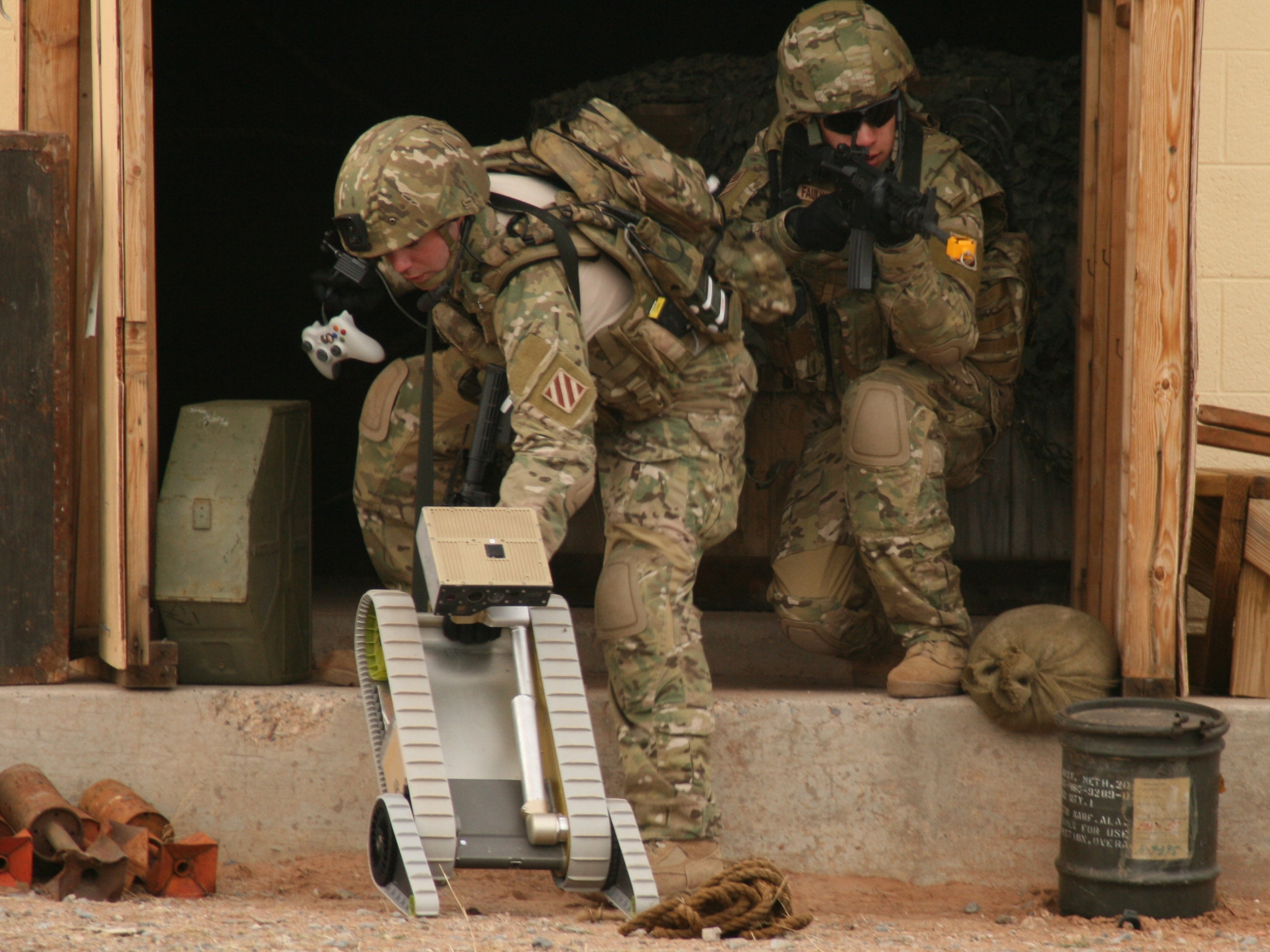
Учения с использованием SUGV, Техас

### R-Gator
R-Gator — продукт компании iRobot, разработанный совместно с Deere & Company. Устройство представляет собой небольшое вспомогательное транспортное средство. R-Gator способен совершать некоторые операции в автоматическом режиме — такие как движение к заданной точке с преодолением препятствий. Устройство способно следовать за другими транспортными средствами и перемещающейся пехотой. Так же возможна работа в полуавтоматическом режиме — в режиме телеуправления. Устройство находится в стадии разработки.

### Warrior
Warrior — робот военного назначения. Вес робота — около 110 кг, скорость перемещения порядка 19 км/ч. Warrior способен перемещаться по пересеченной местности, спускаться и подниматься по лестницам. Робот способен переносить 45 кг полезной нагрузки. Может быть использован при тушении пожаров, обезвреживании бомб, для перемещения раненых с поля боя.

### PackBot
PackBot разработан компанией iRobot в рамках программы «Боевые системы будущего». Более 2000 PackBot’ов в настоящее время используются в Ираке и Афганистане. Робот использовался при проведении поисково-спасательных работ после терактов 11 сентября 2001 года во Всемирном торговом центре и в качестве разведчика в аварийных блоках АЭС Фукусима I.

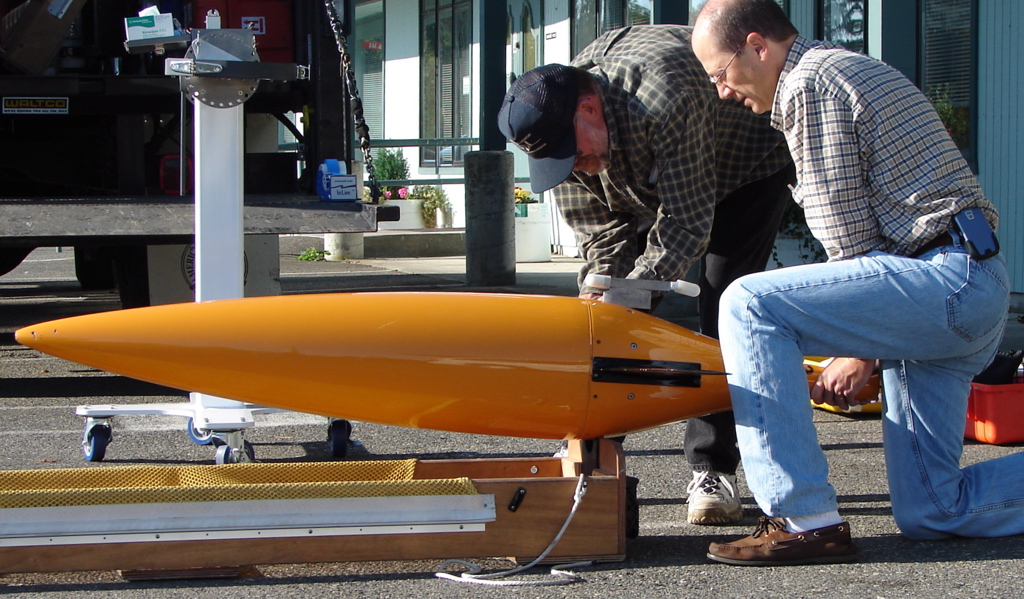
Брюс Хоув и Билл Фелтон готовят Seaglider к работе

### Seaglider
Seaglider — автономный необитаемый подводный аппарат разработанный iRobot совместно с Вашингтонским университетом. Seaglider способен в течение месяца работать на одном заряде батарей, проходя при этом расстояния в тысячи километров. Робот должен обеспечивать учёных и службы морской разведки актуальными данными о состоянии воды, передавая данные о результатов измерений в режиме реального времени. Seaglider применялся для сбора информации при ликвидации последствий разлива нефти в Мексиканском заливе в 2010 году.

### Ranger
Ranger — водный робот, разработанный таким образом, чтобы его мог переносить человек. Предназначен для ведения экспедиционных военных действий, минирования, оборонительных действий, надводной разведки и патрулирования и решения других задач. Ranger также пригоден для исследования океана и применим в коммерческих приложениях, связанных с поиском и разведкой на воде.

### Negotiator
Negotiator — робот предназначенный для осуществления разведки и надзора. Разработан таким образом, чтобы его мог транспортировать человек.

### Transphibian
Transphibian — автономный необитаемый подводный аппарат предназначенный для осуществления операций на мелководье, прибрежной зоне, а также на глубине. Основные задачи робота — поиск мин, охрана портов и осуществление автоматизированного надзора. Робот способен плавать как на спокойной воде, так и при наличии волн; также робот может избегать столкновений с препятствиями. Разработан компанией Nekton Corporation в сентябре 2008, приобретённой iRobot.

### Chembot
Chembot — проект робота, способного менять форму тела, основанный агентством DARPA. Робот не планируется оснащать моторами, колесами и какими либо жесткими деталями. Движение робота будет обеспечиваться за счёт использования диэлектрических эластомеров, которые обладают высокой гибкостью и способны изменять свою форму под действием электрических или электромагнитных полей. Целью проекта является создание робота с полностью гибким корпусом, который будет способен проникать в щели «размером с монету в десять пенсов».

### LANdroids
LANdroid — прототип миниатюрного робота военного назначения. Вес робота составляет порядка 370 грамм. Подразумевается, что возможно эффективное одноразовое использование робота. LANdroid может управляться посредством специального приложения для Apple iPhone. Робот может применяться для поддержки радио коммуникаций и передачи видеоинформации солдатам во время боя.

## Достижения компании
5 января 2010 года компанией iRobot была анонсирована новость о продаже 5 миллионов экземпляров робота Roomba за период с 2002 года.
По состоянию на 2010 год продано более 3000 единиц военных роботов PackBot.